# Oxystele impervia
Oxystele impervia is een slakkensoort uit de familie van de Trochidae. De wetenschappelijke naam van de soort is voor het eerst geldig gepubliceerd in 1843 door Menke als Trochus impervius.